# Блэкторн, Пол
Пол Блэкторн (англ. Paul Blackthorn; род. 5 марта 1969) — английский актёр.

## Ранние годы
Блэкторн родился в графстве Шропшир, Англия, однако большую часть детства провёл на британских военных базах в Англии и Германии.

## Карьера

### Актёрская карьера
Блэкторн начал актёрскую карьеру со съёмок в рекламе. Его заметили после участия в рекламе компании Virgin Atlantic Airways, где он сыграл парня, перед которым проносится вся его жизнь, когда за ним приходит Смерть.
В 1999 году Блэкторн снялся в нескольких эпизодах британского сериала «Максимум практики» и документальном фильме «Фантастический мир Брета Истона Эллиса». В 2001 году он дебютировал в кино, снявшись в роли капитана Эндрю Расселла в номинированном на премию «Оскар» индийском фильме «Лагаан: Однажды в Индии», для этой роли он шесть месяцев изучал хинди. В том же году он исполнил роль Гая Мортон в британском сериале «Холби Сити» и роль Дэна в фильме The Truth Game.
В 2002—2003 годах Блэкторн играл главную роль доктора Мэтта Слингерленда в сериале «Клиника Сан-Франциско». В 2003 году он снялся в короткометражном фильме Mindcrime, а в 2004 году появлялся в ролях второго плана в телесериалах «Скорая помощь» и «24 часа». В 2005 году Блэкторн сыграл в инди-фильме «Четыре направления пригорода», получившем награды Crossroads Film Festival и Авиньонского фестиваля.
В 2006 году он сыграл роль Джонаса Эксайлера в фильме «Особый парень: Тупой супергерой» с Майклом Рапапортом в главной роли. В 2007 году он сыграл главную роль профессионального волшебника Гарри Дрездена в сериале канала Sci Fi «Файлы Дрездена», а в 2008—2009 годах играл второстепенную роль Шейна Хили, музыканта и мужа Венди Хили, сыгранной Брук Шилдс, в сериале «Помадные джунгли» В 2010 году Блэкторн сыграл роль Кристиана Харпера в сериале «Врата». Также он появлялся в эпизодах таких сериалов, как «Медиум», «Дедвуд» и «Детектив Монк», «Чёрная метка», «Воздействие», «C.S.I.: Место преступления Майами», «Хранилище 13», «Белый воротничок» и других.
В 2012 году Блэкторн сыграл роль Кларка Куайетли в сериале канала ABC «Река», сюжет которого сфокусирован на группе людей, отправившихся на поиски исследователя природы, пропавшего в Амазонке, а в 2012—2018 годах исполнял роль детектива Квентина Лэнса, отца сестер Сары и Лорелл Лэнс, в сериале «Стрела». В 2014 году Блэкторн появился в фильме «Тупой и ещё тупее 2», а в 2017 году — в фильме «Дейзи Уинтерс». В 2019 году он играл одну из главных ролей в сериале «Проводник».

### Карьера фотографа и благотворительность
Пол Блэкторн также занимается фотографией. Его выставка под названием Delhi to Manhattan проходила в Доме Тибета в Нью-Йорке с апреля по июнь 2009 года. Она проводилась ради тибетских детей, живущих в деревне Дармсала.
В 2001 году, вскоре после съёмок фильма «Лагаан: Однажды в Индии» в Индии, город, в котором проходили съёмки, был повреждён землетрясением, затронувшем также и апартаменты съёмочной команды фильма. Чтобы помочь жертвам землетрясения, Блэкторн выставил свои фотографии на специальной благотворительной выставке в Лондоне.

## Фильмография
| Год       |     | Русское название                       | Оригинальное название                    | Роль                     |
| --------- | --- | -------------------------------------- | ---------------------------------------- | ------------------------ |
| 1998      | кор | —                                      | Romeo Thinks Again                       | Ромео                    |
| 1999      | с   | Максимум практики                      | Peak Practice                            | Лиам Макгрегор           |
| 1999      | с   | Джонатан Крик                          | Jonathan Creek                           | Джино                    |
| 1999      | док | Фантастический мир Брета Истона Эллиса | The Fictional World of Bret Easton Ellis | Виктор Уорд              |
| 2000      | ф   | —                                      | Rhythm & Blues                           | Джон                     |
| 2001      | с   | Холби Сити                             | Holby City                               | Гай Мортон               |
| 2001      | ф   | Лагаан: Однажды в Индии                | Lagaan                                   | капитан Эндрю Расселл    |
| 2001      | ф   | —                                      | The Truth Game                           | Дэн                      |
| 2002      | тф  | —                                      | Untitled Secret Service Project          | Грэм Дейвис              |
| 2002—2003 | с   | Клиника Сан-Франциско                  | Presidio Med                             | доктор Мэтт Слингерленд  |
| 2003      | кор | —                                      | Mindcrime                                | мужчина                  |
| 2004      | с   | Скорая помощь                          | ER                                       | доктор Джереми Лоусон    |
| 2004      | с   | 24 часа                                | 24                                       | Стивен Сондерс           |
| 2004      | тф  | Парк Грамерси                          | Gramercy Park                            | Джек Куинн               |
| 2005      | с   | Медиум                                 | Medium                                   | Генри Столлер            |
| 2005      | ф   | Четыре направления пригорода           | Four Corners of Suburbia                 | Уолт Самсон              |
| 2006      | ф   | Особый парень: Тупой супергерой        | Special                                  | Джонас Эксайлер          |
| 2006      | с   | Дедвуд                                 | Deadwood                                 | человек Херста           |
| 2006      | с   | Детектив Монк                          | Monk                                     | доктор Полански          |
| 2007      | с   | Файлы Дрездена                         | The Dresden Files                        | Гарри Дрезден            |
| 2007—2008 | с   | Мужчины в большом городе               | Big Shots                                | Терренс Хилл             |
| 2008      | кор | —                                      | The Gold Lunch                           | мужчина                  |
| 2008      | кор | —                                      | Shocktrooper                             | н/д                      |
| 2008—2009 | с   | Помадные джунгли                       | Lipstick Jungle                          | Шейн Хили                |
| 2009      | с   | Чёрная метка                           | Burn Notice                              | Томас О’Нил              |
| 2009      | ф   | Рождественская история                 | A Christmas Carol                        | гость / бизнесмен        |
| 2010      | с   | Воздействие                            | Leverage                                 | Тони Кадьяк              |
| 2010      | с   | C.S.I.: Место преступления Майами      | CSI: Miami                               | Тони Энрайт              |
| 2010      | с   | Врата                                  | The Gates                                | Кристиан Харпер          |
| 2010      | с   | Хранилище 13                           | Warehouse 13                             | Ларри Ньюли              |
| 2010—2011 | с   | Белый воротничок                       | White Collar                             | Джулиан Ларссен          |
| 2012      | мф  | Лига Справедливости: Гибель            | Justice League: Doom                     | Металло / Генри Акердсон |
| 2012      | с   | C.S.I.: Место преступления             | CSI: Crime Scene Investigation           | Том Лоднер               |
| 2012      | с   | Река                                   | The River                                | Кларк Квайетли           |
| 2012      | с   | Необходимая жестокость                 | Necessary Roughness                      | Джек Сент-Клауд          |
| 2012—2020 | с   | Стрела                                 | Arrow                                    | Квентин Лэнс             |
| 2013      | с   | Стрела: Кровавая гонка                 | Arrow: Blood Rush                        | Квентин Лэнс             |
| 2014      | ф   | Тупой и ещё тупее 2                    | Dumb and Dumber To                       | врач скорой помощи       |
| 2015—2017 | с   | Флэш                                   | The Flash                                | Квентин Лэнс             |
| 2016      | с   | Легенды завтрашнего дня                | Legends of Tomorrow                      | Квентин Лэнс             |
| 2016      | ки  | —                                      | Call of Duty: Infinite Warfare           | н/д                      |
| 2017      | ф   | Дейзи Уинтерс                          | Daisy Winters                            | Роберт Стержен           |
| 2017      | ки  | —                                      | Star Wars: Battlefront II                | Гидеон Хаск              |
| 2019      | с   | Проводник                              | The InBetween                            | детектив Том Хакетт      |
| 2021      | с   | Вторжение                              | Home Invasion                            | Стэн Хечт                |
| 2021      | ф   | Маргарита — королева Севера            | Margrete den første                      | Уильям Буршье            |